# Spoorlijn Wattwil - Nesslau Neu St. Johann
De spoorlijn Wattwil - Nesslau Neu St. Johann is een spoortraject tussen de Zwitserse plaatsen Wattwil en Nesslau Neu St. Johann. Het traject is in 1912 aangelegd door de voormalige Zwitserse spoorwegonderneming Bodensee-Toggenburg-Bahn (BT).

## Geschiedenis
De Bodensee-Toggenburg-Bahn opende op 3 oktober 1910 het normaalsporige traject van Romanshorn naar St. Gallen St. Fiden en van St. Gallen HB naar Wattwil. Op 1 oktober 1912 volgde de opening van het traject van Ebnat-Kappel naar Nesslau-Neu St. Johann. De tussengelegen trajecten van St. Gallen St. Fiden naar St. Gallen HB en van Wattwil naar Ebnat-Kappel waren van de SBB en werden gehuurd door de Bodensee–Toggenburg-Bahn.

## Treindiensten

### S-Bahn Sankt Gallen
De treindiensten van de S-Bahn St. Gallen worden uitgevoerd door THURBO.
- S9: Wil (SG) – Nesslau-Neu St. Johann

## Aansluitingen
In de volgende plaatsen was of is er een aansluiting van de volgende spoorwegmaatschappijen:

### Wattwil
- Wattwil - St. Gallen, spoorlijn tussen Wattwil en St. Gallen
- Wil - Ebnat-Kappel, spoorlijn tussen Wil en Ebnat-Kappel
- Rapperswil - Wattwil, spoorlijn tussen Rapperswil en Wattwil

## Elektrische tractie
Het traject werd in 1933 geëlektrificeerd met een spanning van 15.000 volt 16 2/3 Hz wisselstroom.